# Пасион (трапезит)
Пасио́н (др.-греч. Πασίων) — афинский трапезит V—IV веков до н. э. Известен по упоминаниям в судебных речах Исократа (направленной против самого Пасиона) и Демосфена. Один из богатейших людей в Афинах своего времени и самый богатый из 26 афинских трапезитов IV века до н. э., о которых сохранились сведения в источниках.

## Биография
По происхождению раб. Служил трапезиту Архистрату, который вместе со своим компаньоном Антисфеном в конце Пелопоннесской войны держал банкирский дом в Афинах. Этническая принадлежность Пасиона не установлена: он носит греческое имя, однако у древних греков было принято давать своим рабам из варваров новые имена. Высказывается предположение, что он был финикийцем, но тогда трудно объяснить, почему сын Пасиона Аполлодор в речи против Формиона всячески подчёркивает варварское происхождение последнего.
Пасион, ахарнянин, завещал нижеследующее. Я отдаю мою жену Архиппу в жёны Формиону и даю в приданое Архиппе один талант, который следует получить на острове Пепарефе, и талант, который находится здесь; жилище, стоимостью в сто мин, служанок, золотые предметы и остальное, что находится в доме. Всё это я отдаю Архиппе...
Пасион сдал трапедзу в аренду Формиону на следующих условиях: Формион должен вносить сыновьям Пасиона арендную плату по два таланта и 40 мин ежегодно и, кроме того, каждодневно управлять ею. Формиону не разрешается вести самостоятельные денежные операции, если только он не получит на это согласия детей Пасиона. Пасион же должен внести вклад в трапедзу 11 талантов.
Пасион с раннего возраста отличался большим умом. Архистрат в конце концов отпустил его на волю и с согласия компаньона передал ему своё предприятие, а потом и завещал предприятию свой капитал. Под руководством Пасиона этот банкирский дом сделался первым в Афинах; самые богатые и высокопоставленные граждане, такие как Агиррий, Демосфен (отец великого оратора) и Тимофей отдавали ему свои капиталы и брали у него деньги в долг. Пасиону не раз приходилось оказывать государству финансовые услуги, поэтому он легко добился афинского гражданства. Пасион не раз принимал на себя самую затратную из литургий — триерархию (снарядил за свой счёт пять триер), а также передал государству в порядке добровольного взноса тысячу щитов.
Не позднее 395 года до н. э. он женился на женщине неизвестного происхождения по имени Архиппа, от которой имел двух сыновей: Аполлодора, родившегося в 394 году н. э., и Пасикла. Аполлодора отец воспитал баловнем, дал хорошее образование, разрешил посещать школы риторов, заводить связи среди честолюбивой и богатой молодёжи. Аполлодор мечтал о политике, почестях, власти и, возможно, стыдился занятия своего отца, которое не считалось достойным для гражданина. Не исключено, что и Пасион не был особенно хорошего мнения о способностях старшего сына, а потому не захотел передать ему своё дело.
В 372 году до н. э. Пасион ещё стоял во главе банкирского дома, а умер в 370 году до н. э. после долгой и мучительной болезни. В этот промежуток времени он привёл в порядок дела и сделал распоряжения относительно будущего. Состояние Пасиона было значительным: недвижимость на 20 талантов и 40 талантов, вложенные в разные дела: ссуды под морские предприятия, закладные и различные векселя, которые наверняка имели солидные гарантии (по приблизительной оценке, приводимой Х. Уэрта де Сото, в ценах середины 2000-х годов размер капиталов Пасиона составил бы около 60 млн долларов). Его доверенным лицом стал Формион, раб иноземного происхождения, который уже имел в то время своё собственное предприятие. Формион был отпущен на волю, а затем, по мере того, как хозяин старел, получал в банкирском доме всё большее и большее значение, и в конце концов Пасион поручил ему ведение всего дела целиком. Он сдал Формиону в аренду сразу и банк и принадлежавшую ему мастерскую по изготовлению щитов.
Аренда мастерской подразумевала и аренду всех её орудий производства и обслуживающих её рабов; аренда банка распространялась на его клиентов и на право пользования вложенными капиталами. Арендная плата за мастерскую равнялась одному таланту, и, по-видимому, эта сумма не ложилась тяжело на её бюджет, но ежегодный платёж за банк определялся в 100 мин, и был, вероятно, слишком высок: по крайней мере, когда по истечении восьми лет Формион вышел из дела, наследники Пасиона не могли сдать банк в аренду за более высокую цену, хотя он находился в прекрасном состоянии.
Кроме того, Пасион гарантировал Формиону уплату 11 талантов, выданных банком из своих средств разным лицам под залог недвижимости — Формион тогда был ещё простым вольноотпущенником, и ему было бы трудно добиваться через суд уплаты этих долгов; поэтому, не желая возбуждать опасений вкладчиков относительно судьбы их денег, Пасион признал себя должником банка на эту сумму.
Так как младший сын Пасиона ещё не достиг совершеннолетия, Пасион выбрал Формиона опекуном; при этом ответственность последнего должны были разделять несколько друзей и родственников Пасиона. Чтобы ещё более быть уверенным в Формионе, Пасион взял с него слово жениться на своей вдове Архиппе; она получала значительное приданое, необходимое для поддержания привычного ей образа жизни. Из речей Демосфена известно, что многие афинские, эгинские и иные трапезиты поступали аналогичным образом.
Демосфен, вспоминая сорок лет спустя рост этого вначале довольно скромного состояния, говорил: «Среди людей, занимающихся крупной торговлей и денежными операциями, удивительной находкой считается человек, который окажется одновременно предприимчивым и честным, а как раз эти качества Пасион получил не от своих хозяев, но он сам был честен от рождения… Доверие служит в денежных делах наилучшей опорой…».

## Тяжба с Сопеидом
Против Пасиона была в 394 или 393 году до н. э. написана речь одним из величайших древнегреческих ораторов — Исократом. Речь, получившая название «Трапезитика» (др.-греч. Τραπεζιτικός, в другой транскрипции — «Трапе(д)зитик»), была составлена для сына некоего Сопея, личное имя которого неизвестно, но которого называют «по отчеству» Сопеидом.

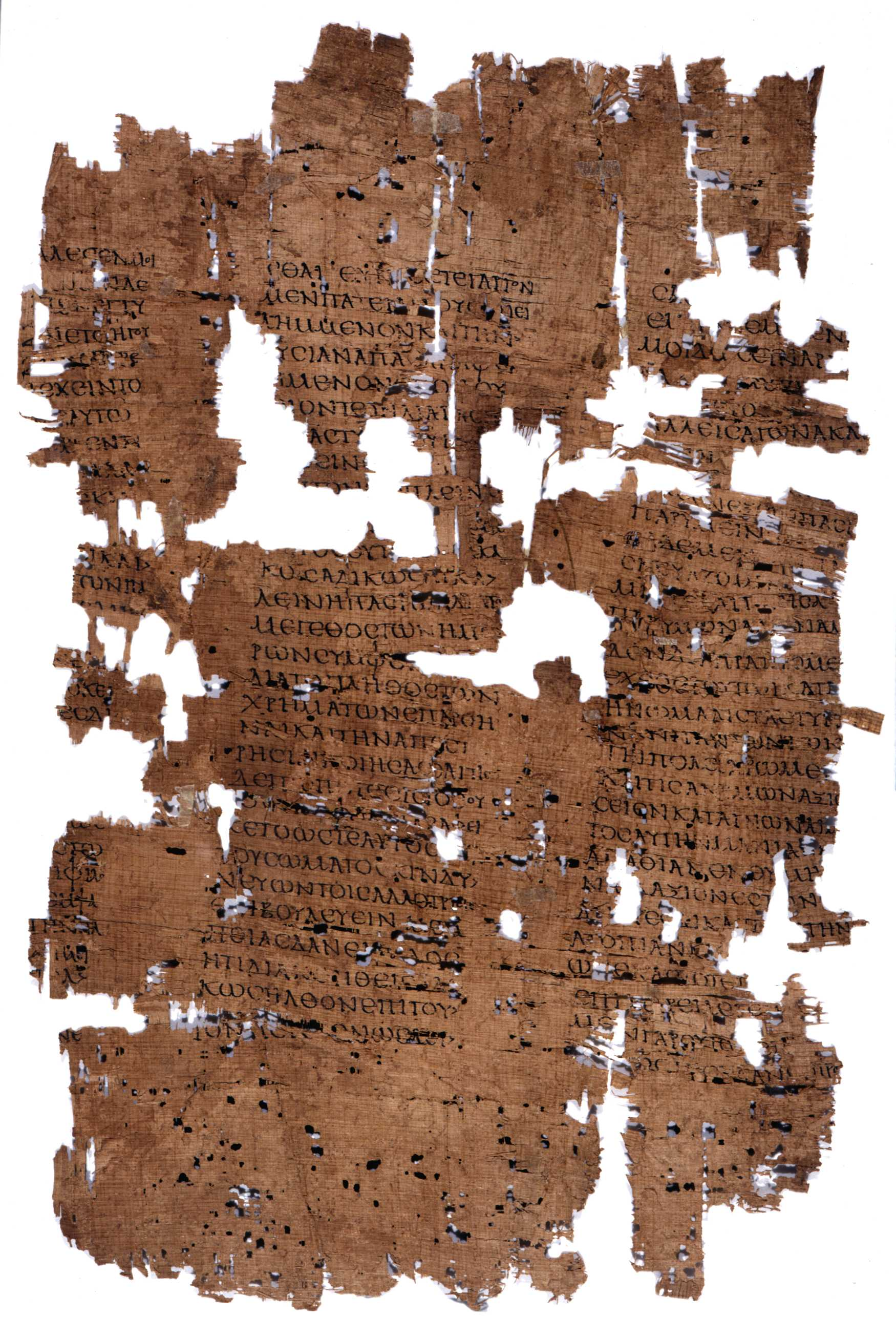
Фрагмент «Трапезитики». Один из оксиринхских папирусов (конец I века н. э.)

Сопей был одним из греческих авантюристов, служивших эллинизированным правителям Боспорского царства и Фракии. У него был сын, стремившийся побывать в Афинах. Отец выдал ему крупную сумму денег и отправил в Пирей с большим грузом хлеба и других товаров, где молодой человек должен был совмещать удовольствия большого города с деловыми интересами семьи. Сопеид был представлен к Пасиону, который оказал ему самый тёплый и почтительный приём. Пасион и его компаньоны подыскали ему друзей и позаботились о развлечениях. Деньги, полученные от продажи товаров, были приняты в банк, и иностранцу пообещали долю в доходах предприятия.
Однако через несколько недель распространился слух, что в Боспорском царстве произошёл дворцовый переворот. Действительно, Сопей потерял расположение царя и попал в тюрьму; его имущество было конфисковано, и царь Сатир послал в Афины уполномоченных, которые должны были разыскать все капиталы, принадлежавшие его бывшему приближённому. Возможно, царь желал также выдачи сына опального сановника. Афины сильно зависели от поставок хлеба из Северного Причерноморья, так что вряд ли стали бы противоречить Сатиру.
Иностранец, ошеломлённый случившимся, бросился к Пасиону и рассказал ему обо всём. Для последнего было важно не лишиться сумм, которые были вложены в дело. Поэтому Пасион посоветовал молодому человеку отдать без возражений уполномоченным Сатира товары и небольшую сумму денег, бывшую у него на руках; что же касается капиталов, положенных в банк, то, следуя совету Пасиона, он должен был отрицать их существование и утверждать, что у него не только нет ничего, но что он ещё должен банку и многим гражданам. Когда же у Сопеида появилась настоятельная потребность вернуть вклад, трапезит сначала ссылался на то, что деньги нельзя быстро вернуть из оборота, а затем и прямо заявил, что ничего не должен, а наоборот, ему должны 300 драхм. Положение Сопеида было отчаянным: письменных доказательств вклада не существовало, свидетелем сделки был только один раб, состоящий при кассе банка, а сам Сопеид неоднократно заявлял во всеуслышание, что у него ничего нет и он живёт в долг.
Неожиданно пришло новое известие: Сопей снова вошёл в милость у царя, который решил даже обручить своего сына с его дочерью. Это совершенно меняло положение клиента Пасиона, поэтому трапезит поспешил принять свои меры. Он тайно отправил за границу кассира Китта, единственного свидетеля вклада иностранца, а затем обвинил двух друзей истца, одного из которых звали Менексеном, в подкупе его служащего, похищении из банка при посредничестве этого раба шести талантов и содействии бегству преступника. Сопеид из обвинителя превратился в обвиняемого и должен был внести залог, чтобы избежать заключения в тюрьму. Однако раб был пойман и привезён в Афины Менексеном, где последний обратился к Пасиону за разрешением подвергнуть беглеца пытке. Тогда, чтобы помешать получению у раба признания, Пасион стал утверждать, что Китт — свободный человек, а потому с ним нельзя обращаться, как с рабом. Менексен, понимая, что Пасион только хочет выиграть время, воспротивился предварительному освобождению Китта, если только Пасион не внесёт залог в сумме, равной той, какую банк был должен иностранцу. Пасион согласился и внёс 7 талантов, чтобы предотвратить пытку и обеспечить свободу своему служащему, которого он ещё недавно обвинял в тяжком преступлении.
Непоследовательность действий Пасиона была очевидна: он явно противоречил сам себе. Почувствовав, что ему трудно будет объяснить свои поступки, он добился тайного свидания с Сопеидом, на котором предложил пойти на мировую. Свои действия он объяснял серьёзными денежными затруднениями и давал обязательство вернуть капиталы, прося только, чтобы вокруг дела не подымали шума и не губили его репутации. Иностранец поверил искренности раскаяния; в итоге было условлено, что Пасион отправится со своим клиентом на его родину и там возвратит ему деньги: таким образом, в Афинах никто ни о чём не узнает. Если же Пасион не уплатит долга, то посредником между ним и иноземцем будет царь Сатир, причём, в случае неблагоприятного для трапезита приговора, Пасион должен будет кроме основного долга отдать ещё половину требуемой с него суммы. Договорённости были закреплены письменно и документ вручён капитану корабля. Но Пасион немедленно подкупил одного из рабов капитана и заменил договор на подложный.
Теперь при требованиях своего клиента ехать с ним Пасион наотрез отказался. Когда же Сопеид стал настаивать и потребовал предъявления договора, то вместо первоначальных условий была найдена простая расписка в получении денег. Сопеиду оставалось только одно: доказать, что Пасион подделал чужую подпись. Однако дело затянулось. Иностранец в сопровождении Китта отправился в Боспорское царство, где изложил дело Сатиру. Но царь заявил, что не сведущ в таких делах. Тем не менее он выразил сыну своего приближённого расположение: собрал афинских купцов, находившихся в это время в гавани, и обратил их внимание на дело своего подданного; кроме того, он написал афинскому народу письмо и просил для молодого человека покровительства властей и присяжных. Таким образом, пользуясь заступничеством своего государя, Сопеид по возвращении в Афины подал жалобу в суд. Чьей победой закончилась тяжба, неизвестно. Даже если Пасиону пришлось выплатить Сопеиду крупную сумму, он не разорился.
Общественное мнение в Афинах, по-видимому, не относилось сурово к подобным проявлениям мошенничества. Они могли влечь за собой приговор об уплате убытков, но не уголовное наказание, а потому это и не казалось бесчестием. Однако следует учитывать, что дело известно нам только с одной стороны — стороны истца. Не исключено, что на самом деле молодой человек (которого Дионисий Галикарнасский называет учеником Исократа) был авантюристом, который необоснованно заявлял о влиянии его отца на Сатира, друга афинян, надеялся запугать Пасиона угрозой скандального процесса и вымогал у него деньги. Серьёзной причиной поставить под сомнение версию событий, изложенную в речи Исократа, является рост богатства Пасиона, что могло быть только результатом доверия, которое трапезит сумел внушить множеству своих клиентов-афинян и иностранцев. Если в начале своей карьеры он и поддался искушению, то, очевидно, скоро понял, что для него выгоднее быть честным.

### Первичные источники
- Исократ. Трапезитика
- Демосфен. XXXVI. В защиту Формиона. Встречный иск; XLV. Первая речь против Стефана о лжесвидетельстве; XLVI. Вторая речь против Стефана о лжесвидетельстве; XLIX. Против Тимофея о долге; LII. Против Каллиппа

### Вторичные источники
- Пасион // Реальный словарь классических древностей / авт.-сост. Ф. Любкер ; Под редакцией членов Общества классической филологии и педагогики Ф. Гельбке, Л. Георгиевского, Ф. Зелинского, В. Канского, М. Куторги и П. Никитина. — СПб., 1885.
- Гиро, Поль. Частная и общественная жизнь греков / Пер. с фр. Н. И. Лихаревой. — СПб.: Издание т-ва О. Н. Поповой, 1915.
- Скржинская М. В. Исократ — защитник боспорянина // Скифия глазами эллинов. — СПб.: Алетейя, 2001. — С. 165—168. — 304 с. — (Античная библиотека. Исследования). — ISBN 5-89329-108-5.
- Андреев В. Н. Демосфен о «банке» Пасиона: Интерпретация // Вестник древней истории : журнал. — 1979. — № 1 (147). — С. 134—139. — ISSN 0321-0391.
- Пасион (трапезит) (англ.). — в Smith's Dictionary of Greek and Roman Biography and Mythology.